# The Greatest Show on Earth
The Greatest Show on Earth (br: O maior espetáculo da Terra / pt: O maior espectáculo do mundo) é um filme estadunidense de 1952, do gênero drama épico, com produção, narração e direção de Cecil B. DeMille. Apresenta cenas documentais do Ringling Bros. e Barnum & Bailey Circus.

## Sinopse
O enérgico gerente Brad contrata o trapezista internacional Sebastian para garantir os lucros e evitar que seu circo deixe de fazer uma temporada completa (e que inclui espetáculos em pequenas cidades). Mas a entrada de Sebastian acaba criando um conflito com Holly, apaixonada por Brad e também uma trapezista, que começa a competir perigosamente com o astro recém-contratado durante os números de trapézio. Mas este não é o único problema de Brad: além dos caprichos dos outros artistas, tem que lidar ainda com assaltantes, trapaceiros e animais selvagens doentes. Dentre seus artistas, o bondoso palhaço Buttons, que nunca retira a maquiagem em função de um terrível segredo em seu passado.

## Elenco
- Betty Hutton .... Holly
- Cornel Wilde .... O Grande Sebastian
- Charlton Heston .... Brad Braden
- James Stewart .... o palhaço Buttons
- Dorothy Lamour .... Phyllis
- Gloria Grahame .... Angel
- Henry Wilcoxon .... o agente do FBI Gregory
- Lyle Bettger .... Klaus
- Lawrence Tierney .... Mr. Henderson
- Franklyn Farnum .... Espectador
- Lane Chandler .... Dave (não-creditado)

## Principais prêmios e indicações
Oscar 1953 (EUA)
- Venceu nas categorias de melhor filme e melhor história.
- Indicado nas categorias de melhor diretor, melhor figurino colorido e melhor edição.

Globo de Ouro' 1953 (EUA)
- Venceu nas categorias de melho filme - drama, melhor diretor e melhor fotografia colorida.